# Liste der Kulturdenkmale in Denkingen
In der Liste der Kulturdenkmale in Denkingen sind alle Bau- und Kunstdenkmale der Gemeinde Denkingen verzeichnet, die im „Verzeichnis der unbeweglichen Bau- und Kunstdenkmale und der zu prüfenden Objekte“ des Landesamts für Denkmalpflege Baden-Württemberg verzeichnet sind.
Diese Liste ist nicht rechtsverbindlich. Eine rechtsverbindliche Auskunft ist lediglich auf Anfrage bei der Unteren Denkmalschutzbehörde des Landkreises Tuttlingen erhältlich.

## Allgemein
- Bild: Zeigt ein ausgewähltes Bild aus Commons, „Weitere Bilder“ verweist auf die Bilder im Medienarchiv Wikimedia Commons.
- Bezeichnung: Nennt den Namen, die Bezeichnung oder die Art des Kulturdenkmals.
- Lage: Straßenname und Hausnummer oder Flurstücknummer des Kulturdenkmals, gegebenenfalls auch den Ortsteil. Die Grundsortierung der Liste erfolgt nach dieser Adresse. Der Link (Karte) führt zu verschiedenen Kartendiensten mit der Position des Kulturdenkmals. Fehlt dieser Link, wurden die Koordinaten noch nicht eingetragen. Sind diese bekannt, können sie über ein Tool mit einer Kartenansicht einfach nachgetragen werden. In dieser Kartenansicht sind Kulturdenkmale ohne Koordinaten mit einem roten bzw. orangen Marker dargestellt und können durch Verschieben auf die richtige Position in der Karte mit Koordinaten versehen werden. Kulturdenkmale ohne Bild sind an einem blauen bzw. roten Marker erkennbar.
- Datierung: Baubeginn, Fertigstellung, Datum der Erstnennung oder grobe zeitliche Einordnung entsprechend des Eintrags in der zuständigen Denkmaldatenbank (Landesamt für Denkmalpflege Baden-Württemberg).
- Beschreibung: Kurzcharakteristik des Kulturdenkmals.

## Kulturdenkmale in der Gemeinde Denkingen
| Bild           | Bezeichnung                         | Lage                      | Datierung                  | Beschreibung | ID |
| -------------- | ----------------------------------- | ------------------------- | -------------------------- | --- | -- |
| Weitere Bilder | Kapelle und 13 Kreuzwegstationen    | Klippeneckstraße (Karte)  | 1899–1902                  | Kreuzwegstationen: Betonguss von der Firma Schobinger & Rehfuß, Ulm, 1899 Stationsbilder: Terracottareliefs von Villeroy & Boch, Merzig Kapelle: erbaut 1905 mit letzter Kreuzwegstation sowie 14-Nothelfer-Relief und Altar mit Skulpturen „Herz Jesu“ und „Herz Mariä“ von Pius Hausch, Horb Geschützt nach § 2 DSchG |    |
|                | Einhaus                             | Bahnhofstraße 11          | 18. Jahrhundert            | Zweigeschossiger Bau mit Satteldach, mit Scheune, Schopf und Stall sowie eingeschossigem Anbau (ehemalige Schmiede). Geschützt nach § 2 DSchG |    |
|                | Tagelöhnerhaus                      | Freibühl 26 (Karte)       | 18. Jahrhundert            | Eingeschossiges Küchenflurhaus mit Satteldach, unterkellert, Stube getäfelt. Geschützt nach § 2 DSchG |    |
|                | Holzfiguren und Taufstein           | Friedhofstraße 17 (Karte) | 1667                       | Taufstein ursprünglich in der Pfarrkirche St. Michael, jetzt im Neubau der Friedhofskapelle. Die Holzfiguren des Ölbergs von Bildhauer Jakob Pfeffer aus Rottweil stammen aus dem Vorgängerbau. Geschützt nach § 2 DSchG                                                                                                |    |
|                | Schwesternhaus                      | Gartenweg 3 (Karte)       | 1911                       | Zweigeschossiger Bau mit Krüppelwalmdach, Zwerchhaus und kleinem Anbau für den Eingang mit Satteldach. heute katholisches Gemeindehaus Vincent von Paul. Geschützt nach § 2 DSchG | BW |
|                | Bürgerhaus                          | Hauptstraße 37 (Karte)    |                            | Quergeteiltes, zweigeschossiges Einhaus mit Satteldach, ehemals mit Scheune, Schopf und Stall, Wohnbereich teilweise unterkellert. Geschützt nach § 2 DSchG |    |
| Weitere Bilder | Katholische Pfarrkirche St. Michael | Hauptstraße 41 (Karte)    | 1933                       | Erbaut von den Architekten Martin Schilling und Hans Lütkemeier, Rottenburg, Farbige Innengestaltung durch August Blepp, Weilen u. d. Rinnen, Apsisfresko, historische Ausstattung und Zubehör. Geschützt nach § 2 DSchG                                                                                                |    |
| Weitere Bilder | Rathaus                             | Hauptstraße 46 (Karte)    | 1839                       | Ehemals Schul- und Rathaus, zweigeschossiger Baukörper mit zentralem Zwerchhaus und Satteldach. 1989 renoviert. Geschützt nach § 2 DSchG |    |
|                | Ehemalige Hohner-Filiale            | Hauptstraße 93 (Karte)    |                            | Filiale der Firma Hohner, Trossingen, bis 1929 Filiale der Andreas Koch Harmonika-Fabrik. Geschützt nach § 2 DSchG | BW |
| Weitere Bilder | Nikolauskapelle („Kirchle“)         | Hauptstraße 140 (Karte)   | um 1514                    | Einschiffige Kapelle mit Polygonalchor, sechseckigem Dachreiter mit zwiebelförmigem Turmhelm und dem Wetterglöckle, der ältesten Glocke in Denkingen. Geschützt nach § 12 DSchG |    |
|                | Wegkreuz                            | bei Hauptstraße 140       | ca. Anfang 20. Jahrhundert | Geschützt nach § 2 DSchG |    |
|                | Einhaus                             | Hintere Gasse 19 (Karte)  | nach 1892                  | Abbruchgenehmigung erfolgt Geschützt nach § 2 DSchG | BW |
|                | Wegkreuz                            | Im Winkel 1               | 1880                       | Buntsandsteinkreuz mit Bronzekorpus, Inschrift „Geh nicht vorbei, am Feldkreuz, das am Wege steht. Bleib stets der frommen Sitte treu. Entblöß das Haupt, sprich ein Gebet.“ Geschützt nach § 2 DSchG |    |
|                | Wegkreuz                            | Klippeneckstraße          | 1899                       | Kreuz und Korpus aus Gusseisen, Steinsockel, am Kreuzstamm Maria mit Kind, Kelch, Hostie, Rosette sowie Relief mit betendem Engel, Inschrift „Durch deinen Schmerz Durch deinen Tod Hilf Jesu mir in aller Noth“. Geschützt nach § 2 DSchG                                                                              |    |
|                | Einhaus                             | Mühlgasse 5 (Karte)       | 19. Jahrhundert            | Zweigeschossiges Einhaus mit Satteldach, Scheune Schopf und Stall. Geschützt nach § 2 DSchG | BW |
|                | Mühle                               | Mühlgasse 19 (Karte)      | 19. Jahrhundert            | Zweigeschossiges Mühlengebäude mit Satteldach, samt wasserbaulicher Anlagen (Mühlekanal nicht erhalten). Geschützt nach § 2 DSchG | BW |
|                | Flurkreuz                           | Spaichinger Weg           |                            | Sandsteinkreuz mit weißem Korpus und Inschrift „Gott schütze unsere Fluren“ Geschützt nach § 2 DSchG |    |